# Mahmud II ibn Muhàmmad ibn Màlik-Xah
Abu-l-Qàssim Mahmud II ibn Muhàmmad ibn Màlik-Xah Mughith-ad-Dunya wa-d-Din fou un sultà seljúcida de Pèrsia occidental i Iraq (1118-1131).

## Biografia
Mahmud va succeir com a sultà al seu pare Muhàmmad ibn Màlik-Xah a la seva mort el 18 d'abril de 1118, quan tenia 13 anys, amb el suport de Kamal al-Mulk Simirumi, que fou després el seu visir. Els seljúcides estaven dividits, perquè el seu oncle Àhmad Sanjar dominava de manera indiscutida la Pèrsia oriental i per la seva edat i experiència era considerat el cap de família, però el jove Mahmud governava a la part de l'imperi reservada al sultà suprem. Mahmud tenia quatre germans: Masud, Toghrul, Sulayman Shah i Saldjuk Shah, tots els quals segons el costum van rebre feus dins el territori de Mahmud. A aquestos joves prínceps se'ls nomenava un tutor o atabeg; l'ambició d'alguns d'aquestos atabegs es va valdre dels seus pupils per reclamar parcel·les de poder més grans. D'altra banda Geòrgia sota David IV Agmashenebeli (el Constructor o el Restaurador) havia annexionat Kakhètia el 1104 i havia trencat el vassallatge degut al sultà gran seljúcida, i calia retornar-lo a l'obediència.
El hadjib principal Ali Bar va exercir el control del govern desconsiderant Àhmad Sanjar, i va empresonar Abu Kalidjar Garshasp II, qui va convèncer Àhmad Sanjar que envaís Pèrsia, obtenint la victòria a la batalla de Saveh en 1119.i imposant ser reconegut cap de família, la cessió de les províncies de la mar Càspia i Rayy reposant Garshasp II, i Mahmud es va casar amb Mah-i Mulk Khatun, una de les filles de Sandjar i fou designat hereu. En 1122 Mah-i Mulk Khatun va morir i Sanjar va enviar una altra filla, Amir Sitti Khatun, perquè fos la seva dona. També es va casar amb Ata Khatun, filla de Garshasp II.
Mahmud va perdre temporalment les províncies del nord quan l'atabeg Kuntoghdi va proclamar a Toghrul, germà de Mahmud, al nord del Djibal, i des de la seva base de Kazwin va desafiar al sultà (de fet durant quasi tot el regnat). D'altra banda a l'Azerbaidjan i Djazira que havien estat concedits a Masud ibn Muhàmmad ibn Malik Shah amb Ay-Aba Djuyush Beg com atabeg, era lloc amb fortes tendències separatistes dels caps kurds i turcs locals, especialment el famós Imad al-Din Zengi, van encoratjar a Masud a revoltar-se el 1120; no obstant aquesta rebel·lió fou sufocada després de la victòria de les forces de Mahmud II (manades per Ak Sunkur al-Bursuki) a Asadabd prop de Hamadan; el visir del derrotat Masud, el poeta al-Hasan ibn Ali al-Tughrai, fou capturat i executat.
El 1121 el soldà seljúcida Muhammad envia un poderós exèrcit de 300.000 homes sota el comandament del governador de Bagdad Nadjm al-Din al-Ghazi. Formaven part de l'exèrcit contingents de Toghrul del Djibal, Dubays ibn Sàdaqa d'Hilla, i de l'emir ortúquida Ilghazi I. Aquestes forces van entrar a Geòrgia i van acampar a Tsalka, a Manglissi-Trialèthia. El georgians eren poc més de 50.000 entre ells 200 cavallers croats europeus. La batalla de Didgori es va lliurar el 12 d'agost de 1121 i David IV va obtenir un gran triomf consolidant la independència del seu país. Poc després Tblisi, sense cap ajuda, va quedar assetjada, sent presa el febrer del 1122, acabant així l'emirat de Tblisi, que havia durant 400 anys. Uns mesos després va caure Dmanissi. La capital de Geòrgia va ser traslladada de Kutaisi a Tblisi.
Mahmud es va aliar amb el califa al-Mústarxid, que volia fer front a l'increment del xiisme, i el 1122 el califa va nomenar visir a un germà del visir de Mahmud, que ara era Shams al-Mulk Uthman ibn Nizam al-Mulk.
El 1122 les forces seljúcides van passar a Tabriz i d'allí, el 1123, cap al Xirvan, governada pels kesrànides però que estava en l'òrbita georgiana, i van assetjar i ocupar la capital Shamaka. El mateix Mahmud va fer front a l'atac georgià. L'atabeg de Rani, que venia a ajudar al seu sobirà, va ser rebutjat per David però el soldà va aconseguir escapar per les clavegueres. Un mes després David va prendre el Gulistan (Alt Karabakh), i va annexar tot el Shirvan a Geòrgia com a terres reials. També el 1123 va ocupar Ispir i després Aní, ciutat d'Armènia que estava sota domini de la dinastia xaddàdida vassalla dels seljúcides i on la població s'havia revoltat i havia cridat David. Amb el seu exèrcit de seixanta mil homes, David aprofità per sotmetre tota la regió i les fortaleses de l'Armènia-Gag, Teronakal, Kavazan, Norbed, Mansagon i Talindjakar. No obstant el triomf a Aní no va ser durador i al cap d'un temps Fadl III, fill de l'enderrocat emir Abul Aswar Shawur II, la va recuperar.
L'atabeg de Toghrul, Ay-Aba, vers el 1124, va incitar a Dubays ibn Sàdaqa, emir mazyàdida d'al-Hilla, contra Mahmud i per un temps Dubays va pensar que podria eliminar la influència seljúcida i abbàssida a l'Iraq, però finalment van haver de fugir cap al Khorasan. El 1126 Mahmud va anar amb un exèrcit a Bagdad per reforçar la seva sobirania i la del seu shihna (governador militar). El 1127 Mahmud va nomenar visir a Anushirwan ibn Khalid, succeint a Kiwan al-Din Darguzini; Anushirwan va exercir fins al 1128 quan Kiwan va tornar a ocupar el càrrec. El califat abbàssida estava recuperant poder i després Anushirwan fou visir del 1132 al 1134 pel califa al-Mústarxid (1118-1135). Dubays i Ay-Aba van convèncer a Sandjar d'envair Pèrsia (1127) i les forces del vell sultà es van presentar a Rayy (1128) disposades a avançar, però Mahmud es va reconciliar amb el seu oncle. Dubays va acabar marxant a Síria el 1130. Al mateix temps Mahmud va fer la pau amb el seu germà Masud al que va confirmar la possessió de l'Azerbaidjan i Djazira amb capital a Gandja.
Mahmud II va morir al Djibal el 10 de setembre de 1131 quan només tenia 27 anys. Era just i moderat encara que aficionat al luxe. Degut a l'estat de les finances va haver de concedir més iktas (feus) als principals oficials i va haver de reduir les seves pròpies despeses. Coneixia l'àrab cosa infreqüent entre els sultans turcs. Va protegir a diversos poetes del seu temps. El visir Anushirwan en les seves memòries, li llança deu acusacions que recull al-Bundari, sent les principals: Ruptura de la unitat, Discòrdia a l'Iraq, Dilapidació del tresor patern, Dispersió dels ghulams reials, Aixecament del setge d'Alamut (per suposades simpaties ismaïlites), i Atmosfera d'immoralitat a la cort.
El va succeir el seu fill Daud I ibn Mahmud tutelat per l'atabeg Ak Sunkur al-Ahmadili, emir de Maragha al sud de l'Azerbaidjan. Els seus oncles Toghrul ibn Muhmammad i Masud ibn Muhmmad van entrar altre cop en rebel·lió.
Altres fills que va tenir foren Gawhar Nasab Khatun, amb Amir Sitti Khatun, Ala al-Daula Ata Khan amb Ata Khatun, Alp Arslan ibn Mahmud, i Terken Khatun, que es casaria amb Sulaiman Shah, descendent de Qawurd, fundador de la dinastia seljúcida de Kirman.